# Stade Tunisien
Stade Tunisien (arab. لملعب التونسي) – tunezyjski klub piłkarski, grający w drugiej lidze, mający siedzibę w mieście Tunis, stolicy kraju.

## Historia
Klub został założony w 1948 roku. Swój pierwszy tytuł mistrzowski zdobył w 1957 roku tuż po uzyskaniu przez Tunezję niepodległości. Czterokrotnie zostawał mistrzem kraju, ale ostatnie takie wydarzenie miało miejsce w 1965 roku. Natomiast sześciokrotnie Stade Tunisien został zdobywcą Pucharu Tunezji - ostatni raz w 2003 roku i jest to ostatni zdobyty przez ten klub tytuł.

## Sukcesy
- Championnat de Tunisie: 4

1957, 1961, 1962, 1965
- Puchar Tunezji: 6

1956, 1958, 1960, 1962, 1966, 2003
- Puchar Ligi Tunezyjskiej: 2

2000, 2002

## Skład na sezon 2015/2016
| Nr | Poz. | Piłkarz                |
| -- | ---- | ---------------------- |
| 1  | BR   | Kais Amdouni           |
| 3  | OB   | Mohamed Salah Mhadhebi |
| 6  | OB   | Seifeddine Akremi      |
| 7  | PO   | Alaeddine Marzouki     |
| 8  | PO   | Khaled Korbi           |
| 9  | PO   | Firas Ben Jaffala      |
| 10 | OB   | Charfeddine Kochti     |
| 11 | NA   | Seifeddine Jerbi       |
| 12 | NA   | Mohamed Cheikh Touré   |
| 13 | OB   | Mohamed Ben Ali        |
| 16 | BR   | Aziz Sellami           |
| 17 | NA   | Mohamed Ben Ammar      |
| 18 | PO   | Wajdi Bouazzi          |
| 19 | PO   | Martial Yao            |

| Nr | Poz. | Piłkarz                         |
| -- | ---- | ------------------------------- |
| 20 | PO   | Malek Landolsi                  |
| 22 | PO   | Moez Abboud                     |
| 23 | OB   | Chiheb Ouni                     |
| 27 | PO   | Houssine Ben Yahia              |
| 28 | PO   | Achref Ben Dhiaf                |
| 29 | OB   | Walid Hichri                    |
| 30 | OB   | Hachem Abbès                    |
| 33 | OB   | Hamdi Rouid                     |
| -  | BR   | Seifeddine Mahouachi            |
| -  | PO   | Mohamed Sghaier Jelassi         |
| -  | PO   | Wael Bellakhal                  |
| -  | PO   | Oussema Boughanmi               |
| -  | NA   | Celinho                         |
| -  | NA   | Mohamed Abdallahi Soudani Dicko |